# طه الشيخ أحمد
العميد طه الشيخ أحمد (1917- 1963) ضابط عراقي سابق في الجيش العراقي عمل مسؤولًا للخطط العسكرية، وأُعدم في حركة 8 شباط 1963.

## حياته
ولد طه الشيخ احمد عام 1917 في العمارة بمحافظة ميسان، كان والده تاجرا للحبوب، عندما أنهى طه دراسته التحق بالكلية العسكرية، وذهب لدراسة الهندسة العسكرية في إنجلترا ثم درس الحقوق.

## حياته العسكرية
أحيل عام 1953 على التقاعد بسبب انتمائه إلى الحزب الشيوعي، شارك في ثورة 14 تموز ، وأعيد إلى الخدمة وعين مديرا للخطط العسكرية.

## انقلاب 8 شباط 1963

جثث رفاق عبد الكريم قاسم كما عرضت على شاشة التلفاز العراقي في 9 شباط/فبراير من عام 1963 من اليمين إلى اليسار: الملازم الأول كنعان خليل حداد والعميد طه الشيخ احمد، والفريق عبد الكريم قاسم.

التحق بوزارة الدفاع صبيحة انقلاب 8 شباط  ولكنه القي القبض عليه مع عبد الكريم قاسم رئيس الوزراء وآخرين، هم فاضل عباس المهداوي وكنعان حداد، واقتيدوا إلى دار الإذاعة حيث جرت بحقهم محكمة صورية  فحكم عليهم بالإعدام رميا بالرصاص وعرضت جثثهم على التلفاز.